# Stíhač ponorek typu 037IS
Stíhač ponorek typu 037IS (v kódu NATO třída Haiqing) je třída pobřežních protiponorkových hlídkových lodí Námořnictva Čínské lidové osvobozenecké armády. Jedná se o vylepšenou verzi stíhačů ponorek typu 037I (v kódu NATO třída Haijiu). Postaveno bylo více než 20 jednotek. Ve službě jsou od roku 1993.

## Stavba
Třída využívá trup typu 037I, ale má vylepšenou nástavbu, výzbroj a elektroniku. Stavba třídy byla zahájena v Šanghaji roku 1992. Udávané počty postavených plavidel se v různých pramenech liší. Udáváno je 20, 22, či 26 plavidel. Do služby byly přijaty v letech 1993–1999.

## Konstrukce
Čluny jsou vybaveny radarem typu 723 a sovětským trupovým sonarem Tamir. Vyzbrojeny jsou dvěma dvojitými 37mm kanóny typu 76 (později typu 76A), dvěma zdvojenými 14,5mm kulomety a dvěma šestihlavňovými 240mm raketovými vrhači hlubinných pum typu 87 (derivát ruských RBU-1200). Pohonný systém tvoří čtyři diesely PR 230ZC o celkovém výkonu 8000 hp, pohánějící čtyři lodní šrouby. Nejvyšší rychlost dosahuje 28 uzlů. Dosah je 1300 námořních mil při rychlosti 15 uzlů.

## Zahraniční uživatelé
Namibie
- Namibijské námořnictvo po roce 2016 získalo sedm jednotek této třídy, pojmenované Daures a Brukkaros.[1]

 Tanzanie
- Tanzanské námořnictvo po roce 2014 získalo dvě jednotek této třídy.[1]